# Névmás
A hagyományos grammatikában a névmás olyan szófaj, amely zárt, de heterogén osztályt alkot. Nincs saját referenciája, azaz önállóan nem jelöl közvetlen valóságot, csak utal rá, és nagyon elvont jelentése van.
A flektáló és az agglutináló nyelvekben alaktanilag és mondattanilag vannak olyan névmások, amelyek a főnevekkel rokoníthatók (főnévi névmások). Egyeseknek megfelelnek ezekből a szempontokból a melléknevekkel rokonítható, melléknévi névmásoknak nevezett szavak.

## A névmások jellegzetességei
A névmásoknak vannak általános jellegzetességeik típustól és nyelvtől függetlenül, valamint sajátosak típusuk szerint egy adott nyelvben, és különbözőek egy típus keretében nyelvtől függően.
Egyes névmások nyelvi entitásokra utalnak, azaz ún. „forikus” használatuk van. Ilyenek például a 3. személyű személyes névmások. Lehetnek egyrészt anaforikusak, azaz visszautalók, pl. A fiú átnyújtotta a borítékot. Ő tudta, mi van benne. Az ő névmás a fiú-ra utal vissza, a benne pedig a boríték-ra. Másrészt lehetnek kataforikusak, azaz előreutalók. Például a román nyelvben egyszerű mondaton belül klitikus, azaz simulószó jellegű személyes névmással utalnak előre egyes esetekben kötelezően, másokban fakultatívan a tárgyra és a részeshatározóra: Vulpea l-a păcălit pe urs ’A róka becsapta a medvét’, Le mulțumește celorlalți ’Megköszöni a többieknek’.
A forikusan használt névmás többféle nyelvi entitásra utalhat:
- főnév: Győr a kedvenc városom. Szívesen beszélek róla;[10]
- névmás: Arra gondolok, aki ott áll;[10]
- mondat: – Nem ismerem ezt az urat. – Ez hazugság;[1]
- névszói állítmány melléknévi része: (franciául) – Es-tu courageux ? – Oui, je le suis ’Bátor vagy? – Az vagyok.’[5]

Más névmások nem nyelvi entitásokra, hanem a beszédhelyzet elemeire utalnak. Ez az ún. „deiktikus” funkció. Például az 1. és a 2. személyű személyes névmásokra jellemző, amikor a beszédhelyzet szereplőire utalnak:
Én voltam otthon tegnap este;
– Kit vársz? – Téged.
Egyes névmások olykor forikus, máskor deiktikus használatúak, például a mutató névmás:
- anaforikus: Muki kutya szereti a labdáját. Azzal akar mindig játszani;[12]
- kataforikus: Ezt kóstold meg! Ilyen jó halászlét még nem ettél;[12]
- deiktikus: Abból kérek tíz dekát.[1]

Más a kérdő, a határozatlan és az általános névmások referenciája. Ezek logikai műveleteket jelölnek. A kérdő névmás azt, hogy valamely entitás a mondatban még csak kérdő formában van jelen, tehát a beszédhelyzetben címzettként szereplő személy válaszától várt entitásra utal, pl. Ki a vállalat igazgatója? Egy olyan diskurzusrészben, mint Csupa szemét ez a terem. Szedje már össze valaki! a határozatlan névmás egy tetszőleges személyre utal.
Egyes nyelvekben vannak minden referencia nélkül is használt névmások. A franciában vagy az angolban, más módban, mint a parancsoló/tiltó értékű felszólító mód, az igének kitett alanya kell, hogy legyen, ami általános szabály lett, tehát olyan igékre is érvényes, amelyeknek nem lehet alanyuk. Ezért van ún. nem valódi, hanem csak grammatikai, személyes névmással kifejezett alanyuk, pl. (franciául) il pleut ’esik az eső’, (angolul) it is snowing ’havazik’. Ez az esete a mondattani funkció nélküli visszaható névmásoknak is. Például a franciában vannak olyan igék, amelyek csak visszaható névmással használtak, de valójában nem visszahatóak, pl. L’oiseau s’est envolé ’A madár elrepült’ (szó szerint *’elrepülte magát’). Valójában nem részeshatározó az ún. dativus ethicus-ban álló névmás sem, csak nyomatékosító, pl. Aztán megcsináld nekem a feladatot!
A névmások grammatikai kategóriái meglétét és kifejezési módját illetően a nyelvek többé-kevésbé különböznek egymástól, elsősorban a szerkezeti típusuktól függően. Egyes nyelvekben, mint a magyar, a névmások ragozása viszonylag gazdag, másokban, mint a BHMSz szegényebb, mint a magyarban, megint másokban, mint a román még szegényebb, megint másokban, mint a francia vagy az angol gyakorlatilag nem létezik. Más aspektusként a főnévi névmások egyeztetése azzal az entitással, amelyre utalnak, és a melléknévieké az alaptagjukkal nyelvtől és névmástípustól függően különbözik, azaz van vagy nincs egyeztetés egy vagy több grammatikai kategóriában (nemben, számban, esetben). Például a magyarban vagy az angolban a melléknévi névmás változatlan alakú, viszont a franciában, a románban vagy a BHMSz-ben egyezik az alaptagjával.
Mondattani szempontból is rokoníthatók a névmások a főnévvel, illetve a melléknévvel, bár vannak különbségek is. Például a személyes névmásnak nem lehet jelzője. A szórendet illetően azokban a nyelvekben, amelyekben vannak klitikus névmások, nyomatékosítás nélküli mondatban ezek helye különbözik az általuk helyettesített főnevekétől, például: (franciául) Nous vendrons notre maison ’El fogjuk adni a házunkat’ → Nous la vendrons ’El fogjuk adni’.
Pragmatikai szempontból a névmás jelentékenyebb szófaj a többinél bizonyos szempontokból. A deiktikus névmások hatékonyabbak a beszédhelyzet elemeire való utalás tekintetében, a forikusok pedig a diskurzus logikájához és összetartozásához való hozzájárulást illetően.
Szociolingvisztikai szempontból a névmások megkülönböztetnek nyelveket abban, ahogyan a személyek közötti viszonyokat tükrözik koruk, társadalmi pozíciójuk, hierarchikai különbségeik stb. szerint, ugyanis egyesekben nincs az udvarias megszólításra szakosodott személyes névmás (pl. az angolban), másokban csak egy fokozata van az udvarias megszólításnak (mint a franciában), megint másokban két ilyen fokozat van, például a magyarban vagy a románban stb.
A névmások használatának mértéke és a névmástípusok egyes jellegzetességei is hozzájárulnak a nyelvek szerkezeti tipológiájának megállapításához. Például a japán nyelv ritkán folyamodik névmásokhoz más nyelvekhez viszonyítva, mint amilyen a francia, amelyben nagyon gyakran használnak névmásokat. Klitikus személyes névmások megléte, illetve hiánya nekik megfelelő hangsúlyos névmásokkal együtt szintén megkülönböztet nyelveket. Klitikusok vannak például az újlatin nyelvekben, de nincsenek a latinban vagy az oroszban. Abban is vannak egyes nyelveknek sajátosságaik, hogy kétféle alakú többes szám első személyű névmás van: az egyik nem érti bele a beszédpartnert, a másik beleérti, viszont a nyelvek többségében csak egy alakja van.

## Névmástípusok
Különböző nyelvek grammatikái és olykor egyazon nyelvéi több vagy kevesebb névmást vesznek számba vagy eltérően osztályozzák őket. Előfordul, hogy bizonyos névmásfajtákat egyesek külön típusnak tartanak, mások meg egy másik típus altípusának.
Hagyományos magyar grammatikákban az alábbi névmásokat veszik számba funkciójuk alapján:
- személyes;
- visszaható;
- kölcsönös;
- birtokos;
- mutató;
- kérdő;
- vonatkozó;
- határozatlan;
- általános.

A határozatlan és az általános névmást általában együtt kezelik. A birtokos névmást többen külön típusú névmásnak tekintik, de előfordul a személyes névmás altípusaként is.
A helyettesített szófajok szempontjából egyes szerzők szerint vannak:
- főnévi névmások, pl. ő, maga, egymás, az, mi, valaki, senki;
- melléknévi névmások, pl. ilyen, efféle, milyen, amilyen;
- számnévi névmások, pl. ennyi, hány, valamennyi, bármennyi.

Ezzel szemben olyan nézet is van, amely szerint a számnévi névmások is melléknéviek, viszont vannak ún. „határozószói névmások” is (itt, úgy, hol, ahogy, valahol, sehogy, bármeddig), amelyek más nézet szerint határozószók, pontosabban névmási határozószók.
Egy másik szempontból a névmások két csoportra oszthatók:
- amelyek megkülönböztetik a beszédbeli 1., 2. és 3. személyt: személyes, birtokos, visszaható;
- amelyek nem különböztetik meg ezeket: kölcsönös, mutató, kérdő, vonatkozó, határozatlan, általános.

Egyes nyelvek grammatikáiban nincsenek meg vagy nincsenek elkülönítve egyes névmástípusok a magyarhoz viszonyítva. Például az angol nyelvben nincs névmással kifejezett udvarias megszólítás. A franciában vagy a BHMSz-ben van ugyan ilyen, de nincsenek erre szakosodott névmások, hanem csak udvarias megszólításként egyetlen személyhez is szóló többes számú névmás. A franciában, a románban vagy a BHMSz-ben nincs kölcsönös névmás, hanem a visszahatót használják kölcsönösként is. A románban van saját, a visszaható névmásétól különböző alakú nyomatékosító melléknévi névmás (pl. învățătoarea însăși ’a tanítónő maga’), a franciában viszont nincs, hanem egy határozatlannak tekintett melléknévi névmással nyomatékosítják a személyt, pl. toi-même ’te magad’. Az elhatárolásokat illetően a román grammatikák külön kezelik az ún. tagadó névmásokat, pl. nimeni ’senki’, niciunul ’egyik sem’.

### A személyes névmás
Ez a névmás a különböző a grammatikai személyeket (1., 2. és 3.) jelezve helyettesíti személyek, dolgok, fogalmak nevét. Az 1. és a 2. személyű rendszerint személyre, a 3. személyű dologra (egyes nyelvekben általában élettelenre) is. A grammatikai személyek általában a beszédhelyzetben szereplő, referenciájukként szolgáló személyek stb. helyzete szerint különböznek. Ezek a következők:
- a beszélő – egyes szám 1. személy;
- a beszélőt is magában foglaló csoport – többes szám 1. személy;
- a beszélő megnyilatkozásának egy címzettje – egyes szám 2. személy;
- a beszélő megnyilatkozásának legalább két címzettje – többes szám 2. személy;
- egyetlen olyan élő (kivéve az 1. és a 2. személyt) vagy élettelen, amelyről szó van – egyes szám 3. személy;
- élők (kivéve az 1. és a 2. személyt) vagy élettelenek olyan csoportja, amelyről szó van – többes szám 3. személy.

### A visszaható névmás
Ez olyan névmás, amely cselekvőre utal, rendszerint ige vagy igenév alanyára, és ez esetben a névmás az ige(név) tárgya vagy határozója. Egyes nyelvekben, mint a francia vagy a román, utalhat cselekvést kifejező főnévbe beleértett cselekvőre, és ekkor a névmás annak a főnévnek a jelzője.
Egyes grammatikákban a visszaható névmást a személyes névmás alkategoriájaként kezelik.
A magyar visszaható névmás egészen más funkciót is ellát, mégpedig a grammatikai személy nyomatékosítását úgy, hogy a személyes névmáshoz vagy főnévhez kapcsolódik (pl. Én magam sütöttem), illetve helyettesíti ezeket: Magam sütöttem. Még nyomatékosabb is lehet a maga névmás az ön- előtaggal (pl. Önmagad is beláthatod) vagy a saját jelzővel: saját magam, saját magad stb. Az angol nyelvben is van a visszaható névmáséval azonos alakú nyomatékosító névmás: I saw it myself ’Én magam láttam’. A románban csak melléknévi nyomatékosító névmás van, egészen különböző a visszaható névmástól, és ezért egyes grammatikákban elhatárolják úgy a visszaható névmástól, mint a személyestől, pl. A venit învățătoarea însăși ’Maga a tanítónő jött el’.

### A kölcsönös névmás
Ez a névmás olyan cselekvés alanyaira utal, amely kölcsönösen hat végzőire vagy kölcsönösen összefügg. A magyarban nem mosódik össze a visszaható névmással, mivel más alakja van (egymás), de más nyelvekben, mint a francia vagy a román kölcsönösként is a visszaható névmás működik.

### A birtokos névmás
Ez a névmás olyan élőre vagy élettelenre utal, amely viszonyban áll egy grammatikai személlyel: a beszélővel/beszélőkkel (1. személy), a mondottak címzettjével/címzettjeivel (2. személy) vagy azzal/azokkal, aki(k)ről/ami(k)ről szó van (3. személy). Az első entitást birtoknak nevezik, a másodikat birtokosnak. A birtokos névmás jelentést sűrít, egyetlen szóval nevezve meg a birtokost és utalva a birtokra. A két entitás közötti viszonyt általánosan birtokviszonynak nevezik, de akármilyen olyan típusú viszonyt is kifejezhet, amelyet a magyar nyelv grammatikáiban a birtokos jelzőnek nevezettnek megfelelő mondatrész fejez ki. A birtokos névmás a melléknévi birtokos névmással is rendelkező nyelvekben az ezzel ellátott főnevet helyettesítheti, a magyarban pedig a birtokos személyjellel ellátottat.

### A mutató névmás
Ez a névmás úgy utal egy bizonyos entitásra, magyar grammatikák szerint tulajdonságra és mennyiségre is, hogy kifejezi annak térbeli vagy időbeli közelségét vagy távolságát a beszélőhöz (olykor a közlés címzettjéhez is). Ez az entitás lehet tárgy vagy élőlény, amelyet a beszélő térben mutat, de lehet olyan tárgy, élőlény, fogalom vagy cselekvés, történés is, amelyről a beszélő azt jelzi, hogy ismert, mert már volt róla szó, vagy mert valamilyen okból jelen van a címzett tudatában.

### A kérdő névmás
Ez a névmás kiegészítendő kérdésben azt helyettesíti, amiről a beszélő információt kér, és amit vár a válaszban. Vonatkozik általában élőre (személyre, egyéb élőlényre), élettelenre (tárgyra, anyagra, elvont fogalomra), ilyenek tulajdonságára vagy mennyiségére.

### A vonatkozó névmás
E névmás élőre, élettelenre, ezek tulajdonságára vagy mennyiségére utal. A legtöbbször kötőszói szerepű, alárendelő összetett mondat mellékmondatát kapcsolja a főmondathoz, de a kötőszótól abban különbözik, hogy mondattani funkciója is van a mellékmondatban.

### A határozatlan névmás
A „határozatlan névmás” terminus heterogén szóosztályt nevez meg. A magyar nyelv grammatikái megkülönböztetnek határozatlan névmásokat és általános névmásokat, bár megjegyzik, hogy mindkettőre jellemző a határozatlanság, és hogy egyes esetekben a kettő nehezen választható szét. Más nyelvek grammatikáiban együtt tárgyalják őket a „határozatlan névmás” magyar terminusnak megfelelő elnevezés alatt. Meghatározásával többféleképpen próbálkoznak. Az egyik abban áll, hogy megállapítják, mely névmások közé nem tartoznak a határozatlanoknak nevezettek. Kugler – Laczkó 2000 szerint „a határozatlan névmás azt jelöli, hogy meghatározhatatlan, melyik x elemre érvényes (pl. valaki, valami ’a személyek, ill. dolgok halmazának egy meghatározhatatlan eleme’, néhány ’meghatározhatatlan számú elem’)”, az általános névmások esetében pedig „meghatározható, milyen x elemre érvényesek, bár csak nagyon általánosan”.
Egyes román grammatikákban elhatárolják a határozatlan névmástól a tagadó névmást mint olyat, amely helyettesíti hiányzóként, kizártként, nem létezőként feltüntetett dolog vagy lény nevét, pl. nimeni ’senki’, niciunul ’egyik sem’.

## Kapcsolódó szócikk
- Determináns